# Half a Chance (film 1920)
Half a Chance è un film muto del 1920 diretto da Robert Thornby. La sceneggiatura di Fred Myton si basa sull'omonimo romanzo di Frederic Stewart Isham pubblicato a Indianapolis nel 1909.

## Trama
"Sailor" Burke, accusato per un omicidio che ha commesso, riesce a scappare, trovando lavoro come fuochista nella sala macchine di una nave. Ma a bordo sale anche Wray, il giudice che l'ha condannato. Insieme a lui vi è Jack Ronsdale che riconosce nel fuochista il prigioniero evaso. Tenuto prigioniero sulla nave, Burke riesce, durante una tremenda tempesta, a fuggire ancora una volta, salvando la vita della piccola Jocelyn, la figlia del giudice, che sta per annegare dopo essere caduta fuori bordo. Ronsdale, però, non fa salire Burke sulla nave, abbandonandolo in mare. Arrivato a stento su una vicina isola, l'uomo vede dei libri portati alla deriva dal mare: sono dei testi legali che Burke si mette a studiare.

Sono passati dieci anni. Burke riappare a San Francisco ma adesso si fa chiamare John Steele, avvocato penalista. Quando incontra nuovamente Jocelyn, questa non è più la ragazzina di dieci anni prima, ma è diventata una donna e i due si innamorano. Nella vita di Steele riappare anche Ronsdale che, avendolo riconosciuto, gli mette alle calcagna Jim Gillett, un investigatore. Steele, però, scopre un testimone del suo supposto crimine, Tom Rogers, che rivelando come il vero assassino sia stato Ronsdale, lo scagiona da tutte le accuse che lo avevano fatto condannare, rendendolo un uomo libero, libero adesso anche di restare accanto alla donna che ama.

## Produzione
La lavorazione del film, prodotto dalla Jesse D. Hampton Productions, ebbe inizio il 20 aprile 1920.

## Distribuzione
Il copyright del film, richiesto dalla Pathé, fu registrato il 2 ottobre 1920 con il numero LU15598.

Distribuito dalla Pathé Exchange, il film uscì nelle sale statunitensi il 24 ottobre 1920.
Non si conoscono copie ancora esistenti della pellicola che viene considerata presumibilmente perduta.